# Friedrich Christian von Bachmann
Friedrich Christian Leonhard von Bachmann (* 3. April 1769 in Kleve; † nach 1800) war ein preußischer Beamter.

## Leben
Friedrich Christian von Bachmann war das jüngste von acht Kindern des niederländischen Obersts Johann Adolph von Bachmann († 19. Januar 1805 in Kleve) und dessen Ehefrau Christine (* 14. November 1735 in Kleve; † 15. April 1805 ebenda), die Tochter des Geheimen Regierungsrats Heinrich Johann Hymmen (1700–1757). Zu seinen Geschwistern gehörte unter anderem der spätere Regierungsrat Wilhelm Johann Ludwig von Bachmann.
Er erhielt, gemeinsam mit seinen Geschwistern, eine Ausbildung bei drei verschiedenen Hofmeistern und besuchte anschließend für zwei Jahre ein Schulinstitut in Xanten und darauf für zwei Jahre das Gymnasium in Kleve sowie für weitere vier Jahre eine Erziehungsanstalt in Lippstadt.
Am 26. April 1788 immatrikulierte er sich an der Universität Frankfurt an der Oder und setzte das Studium der Rechts- und Kameralwissenschaften von 1789 bis Mitte 1790 an der Universität Halle fort; 1790 verfasste er, noch während des Studiums, seine Schrift Kurzer Entwurf einer Statistik der preussischen Staaten.
Nach einer Prüfung wurde er Ende 1790 als Referendar bei der Kriegs- und Domänenkammer Kleve angenommen und 1791 als Referendar nach Hamm versetzt, dort war er bis 1794 tätig.
Nachdem er um die Zulassung zum Rigorosum gebeten hatte, bestand er dieses am 9. August 1794 und wurde darauf zum Assessor in Halberstadt befördert.
1796 wurde er als Kammerassessor nach Bialystock, das im selben Jahr unter preußische Herrschaft gekommen war (siehe Provinz Neuostpreußen), befördert und blieb dort bis 1798. Er bat am 13. Januar 1797 um seine Umsetzung nach Bromberg (siehe Bydgoszcz), dies wurde jedoch durch den Minister Friedrich Leopold von Schrötter abgelehnt, mit der Begründung ... ich habe Ihre mündlichen Vorträge angehört, Ihre schriftlichen Ausarbeitungen gelesen, und da ich aus beyden nicht die Idee von Ihrer Dienst-Qualification faßen kann, die Sie selbst von sich haben, so muß ich Ihnen überlaßen, sich wegen Ihrer bleibenden Anstellung bey solchen Departements zu melden, wo man Ihre Verdienste kennt und schätzt.
Im Dezember 1797 wurde er durch den Provinzialchef gedrängt, ein Amt als Kammersekretär anzunehmen, weil er für ein Ratsamt noch nicht qualifiziert sei und wurde daraufhin als Sekretär eingesetzt.
Mit Ordre vom 15. Juli 1800 wurde er, auf Antrag Friedrich von Schrötter, zum zweiten Fiskal im Kammerdepartement Plock (siehe Płock) mit dem Prädikat Kriegsrat ernannt; später war er dann Justizkommissar.

## Schriften (Auswahl)
- Kurzer Entwurf einer Statistik der preussischen Staaten. Halle, Hendel, 1790.[5][6]
- Die Engländer in Venedig oder das Wiedersehn. Halberstadt, 1796 (Digitalisat).